# Coro Edelweiss 1º
Coro Edelweiss 1° è il primo album del Coro Edelweiss, uscito nel 1969 per Fonit Cetra.
L'album attualmente non è più in commercio.
Si tratta della prima produzione discografica del Coro Edelweiss del C.A.I. di Torino; appaiono alcuni canti del coro S.A.T. di Trento ed alcuni canti armonizzati dal coro Edelweiss stesso.

## Tracce
1. La Povera Emma - arm. Edelweiss
2. Alla Patria - arm. Edelweiss
3. Varda la Luna - arm. Edelweiss
4. J'Abbruzzu - arm. Edelweiss
5. Montagnes Valdôtaines - arm. Edelweiss
6. Il Cacciatore e la Bella - arm. Edelweiss
7. Trentasei Mesi (Il Canto del Carcerato) - arm. Edelweiss
8. Lüssia Maria - arm. Benedetti Michelangeli
9. La canzone della Julia - arm. Edelweiss
10. Monte Nero - arm. A.Mascagni
11. Al Reggimento - arm. Edelweiss
12. Dormi mia bella dormi - arm. S.Filippi